# پارک‌سوار

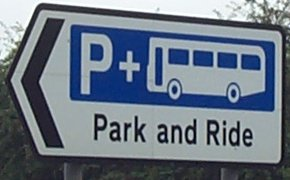
علامت پارک سوار در آکسفورد انگلستان.

پارک سوار یا پارکینگ تشویقی، نوعی امکانات پارک خودرو و از زیرساختهای حمل و نقل عمومی است که اجازه می‌دهد تا مسافران و مردم دیگر برای رفتن به مراکز شهرها، وسایل نقلیه خود را در آن محل پارک کنند و با وسایل نقلیه عمومی مانند اتوبوس، قطار، قطار شهری، یا قطار سبک شهری یا راه‌آهن حومه‌ای به مقصد خود بروند یا با دیگر مسافران از طریق همسفری باقی مانده مسافت سفر درون‌شهری خود را انجام دهند. خودروی شخصی در طول روز در محل پارک سوار می‌ماند و در بازگشت از کار روزانه توسط صاحبش مجدداً مورد استفاده قرار می‌گیرد. پارک سوارها به‌طور کلی حومه شهر در کلانشهرها و مناطق حاشیه‌ای شهرهای بزرگ ساخته می‌شوند. در انگلیسی، پارک سوار به اختصار با علائمی مانند P+R یا P&R مشخص می‌شود.

## مزایای
پارک سوار موجب کاهش ترافیک در نقاط مرکزی شهر، کاهش هزینه‌های پارک کردن در مرکز شهر، کاهش استرس و کاهش آلودگی هوا و روان شدن ترافیک می‌شود.

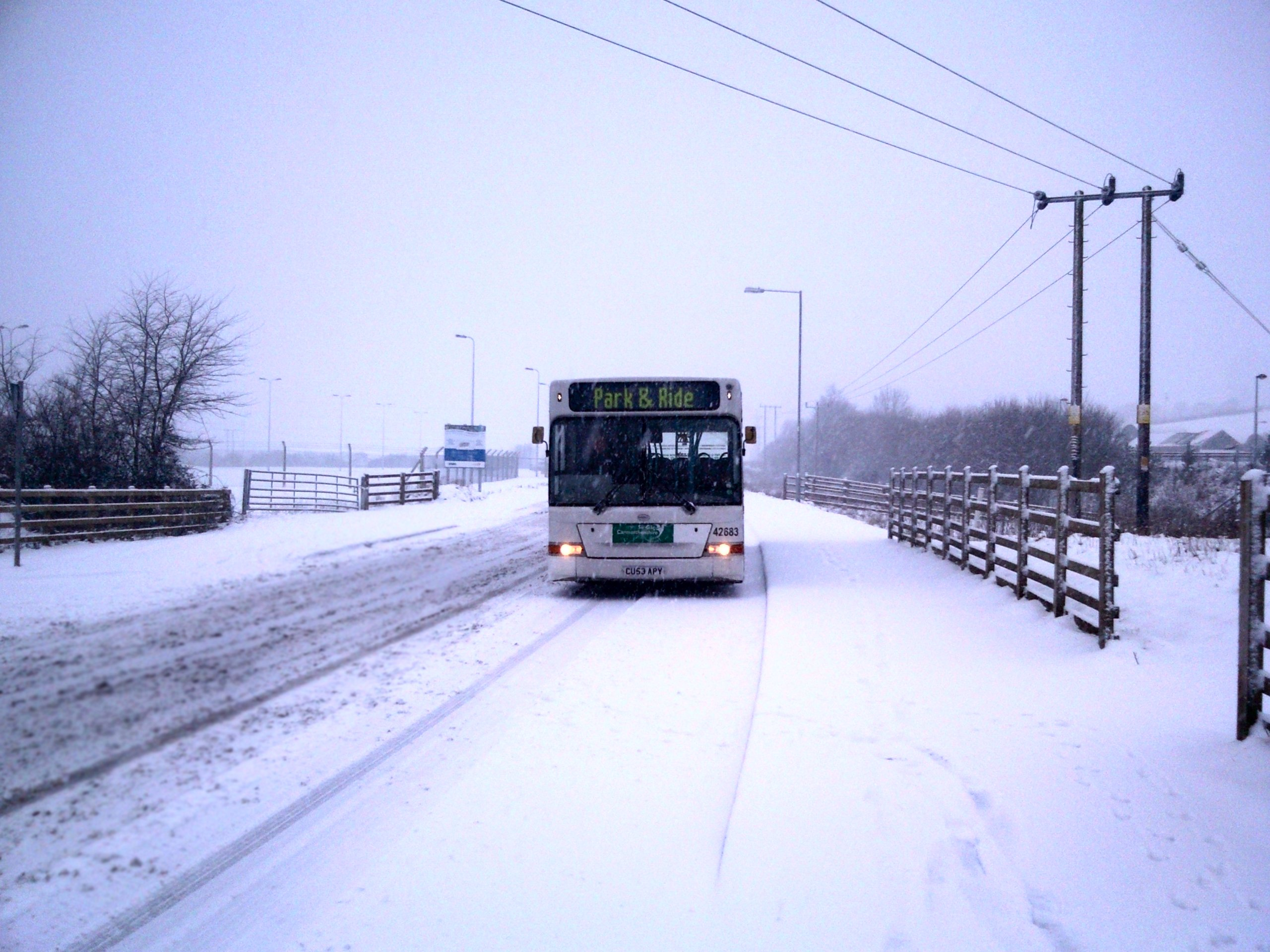
پارک سواری در ولز.

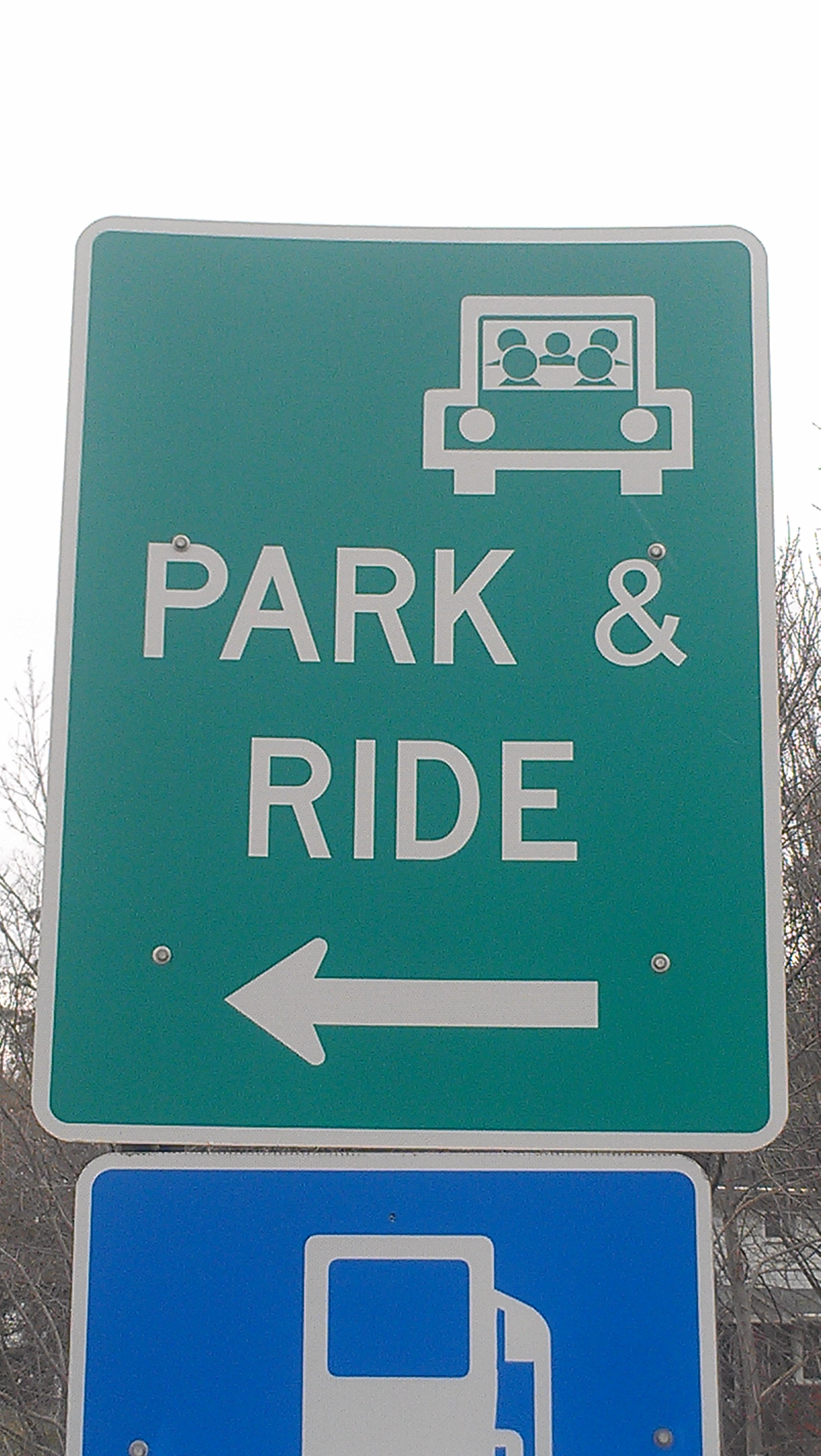
نشان معمولی پارک سوار در ایالات متحده.

تحقیقات چندانی دربارهٔ نتایج مثبت و منفی پارک سوار صورت نگرفته است. همچنین مشخص شده که شواهد روشنی در مورد اثر پارک سوار بر کاهش ترافیک به دست نیامده است.
تسهیلات متعددی در بسیاری از پارک سوارها برای مسافران وجود دارد از جمله سرویس بهداشتی، کیوسک اطلاعات، پوستر، فروشگاه، غذاخوری، کافه تریا، پمپ بنزین و تعمیرگاه.

## پارک سوار ویژه اتوبوس

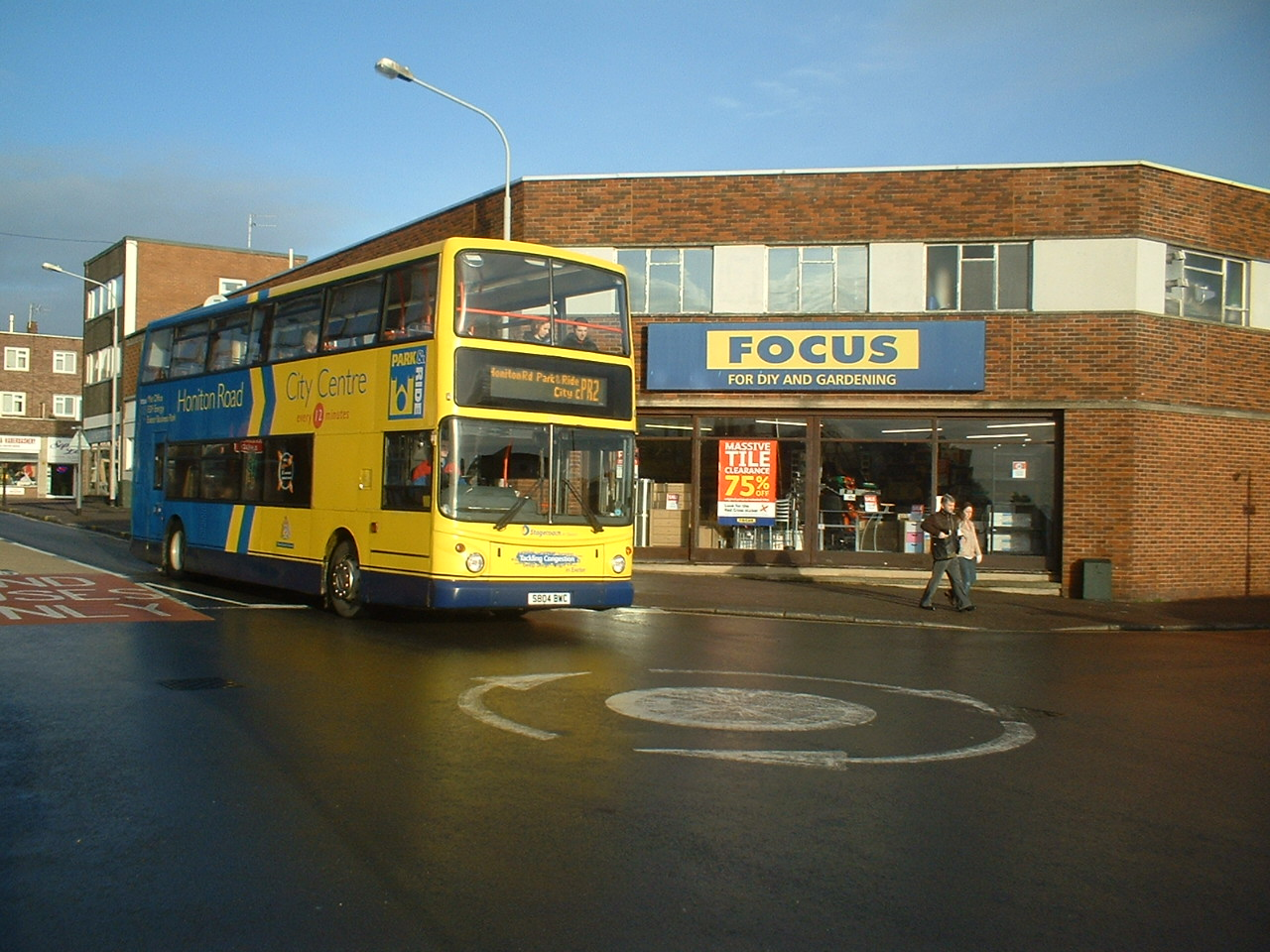
یک پارک سوار ویژه اتوبوس در اکستر، انگلستان.

پارک سوارهای مجاور ایستگاه اتوبوس نخستین بار در دهه ۱۹۶۰ در آکسفورد انگلستان پدیدار شدند.

## پارک سوار راه‌آهن
برخی از ایستگاه‌های راه‌آهن نیز امکانات پارک سوار را گسترش داده‌اند.
در ایالات متحده در ایستگاه‌های دور افتاده عموماً فضای کافی وسیع برای پارک کردن صدها خودرو پیش‌بینی می‌شود.

## پارک سوار دوچرخه

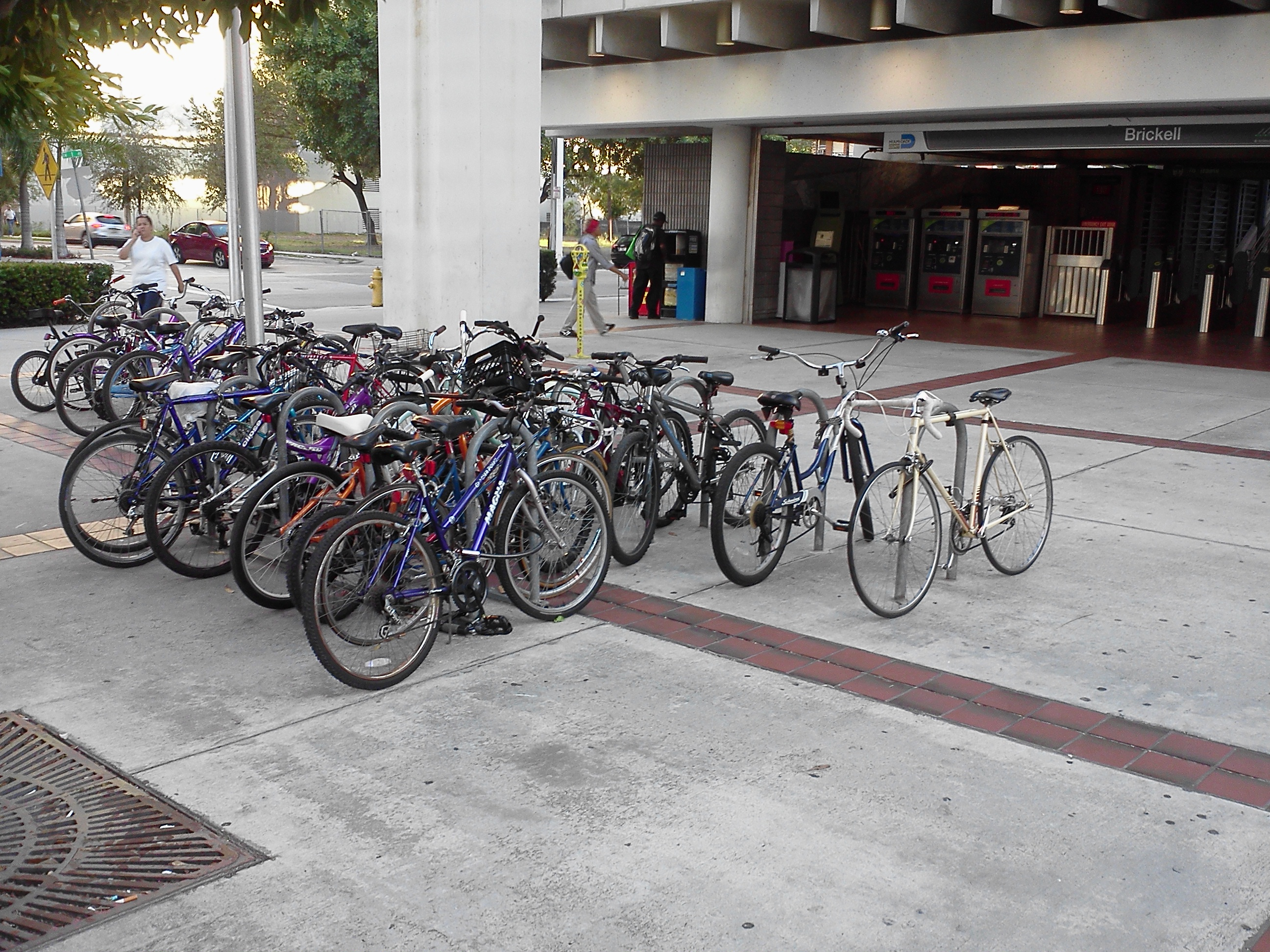
پارک سوار دوچرخه‌ای.

B & R (B + R) یک نام برای استفاده از فضاها یا قفسه‌های ویژه دوچرخه در مجاورت ایستگاه‌ها و فضاهای عمومی و عمدتاً در کنار سایر پارک سوارهاست.

## بوسه و سوار

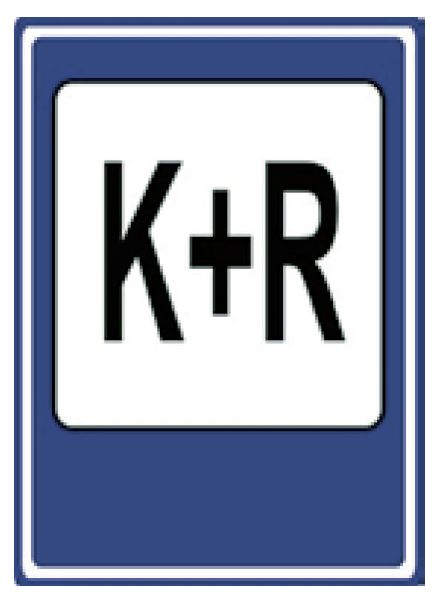
یک علامت جاده از جمهوری چک پس از ۱۴ ژوئیه ۲۰۱۰.

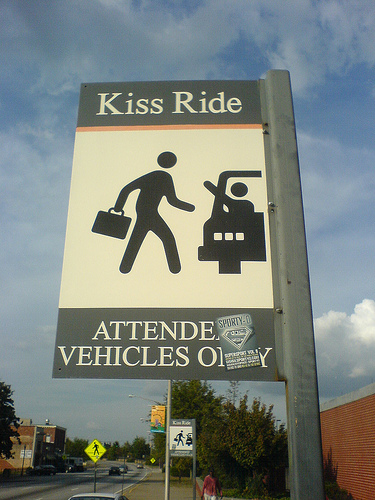
علامت بوسه و سوار در یک ایستگاه قطار آتلانتا.

اصطلاح «بوسه-و-سوار» به پارک سوار یا ایستگاهی گفته می‌شود که هدفش توقف کوتاه راننده و سرنشینان بدون ترک کردن خودرو است. این امکانات در ترمینال‌ها و فرودگاه‌ها و محل‌های دیگر دیده می‌شوند و معمولاً برای مشایعت و خداحافظی یا سوار کردن مسافران تازه رسیده از سوی ابستگاه به کار می‌روند.
این اصطلاح برای اولین بار در ۲۰ مارس ۱۹۵۶ در نشریه لس آنجلس تایمز به کار رفت. اشاره این اصطلاح به بوسه مسافر قبل از مسافرت است.
اصطلاح «محل پیاده و سوار کردن موقت» هم همین معنا را می‌دهد.

## هم سفری
پارک سوار لزوماً شامل حمل و نقل عمومی نمی‌شود. ممکن است هدف یک پارک سوار اشتراک خودرو در قالب همسفری یا استفاده مشترک از خودروها باشد. در این حالت مالکان خودرو در در محل پارک سوار متوقف می‌کنند و در یک وسیله نقلیه کوچک دیگر به صورت گروهی اجتماع و سفر می‌کنند.